# باسكت نابولي
باسكت نابولي (بالإيطالية: Società Sportiva Basket Napoli)‏ هو فريق كرة سلة إيطالي تأسس في سنة 1946 يقع في نابولي. لعب في ليغا باسكيت الدرجة الأولى. تم حل الفريق في 2009.

## أبرز اللاعبين
من أبرز اللاعبين الذين لعبوا معه:
- نيكولا رادولوفيتش
- أليكس إنجلش

## وصلات خارجية
- الموقع الرسمي